# Przedmoście (Głogów)
Przedmoście [pʂɛdˈmɔɕt͡ɕɛ] (deutsch Priedemost, 1937–45 Vorbrücken) ist ein Dorf im Powiat Głogowski der Woiwodschaft Niederschlesien in Polen.

## Geografie

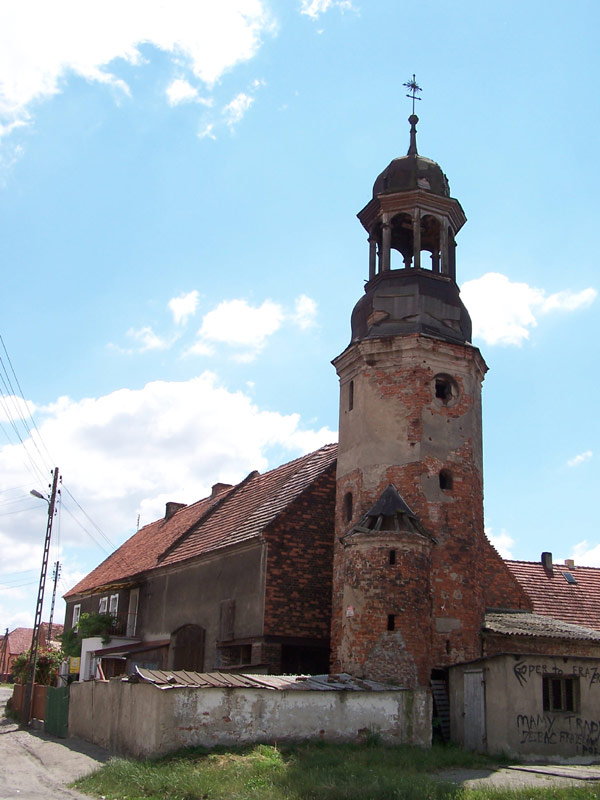
Kirche in Przedmoście

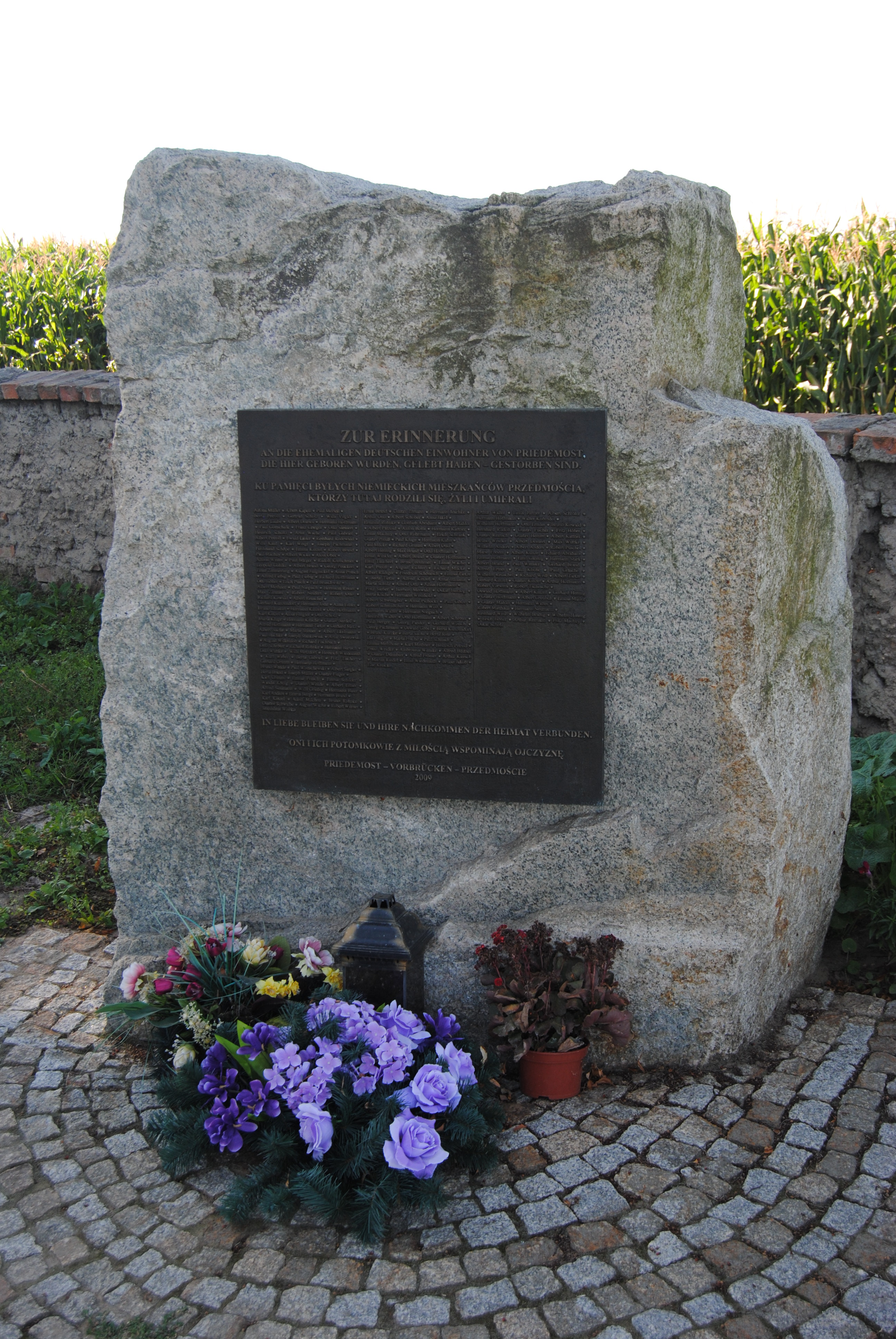
Gedenkstein für die ehemaligen deutschen Einwohner von Przedmoście

Der Ort liegt ca. sieben Kilometer südöstlich der Stadt Głogów. Umliegende Ortschaften sind Bytnik (Beuthnig) im Norden, Borek (Borkau) und Białołęka (Weißholz) im Nordosten, Czerńczyce (Tschirnitz) und Bucze (Bautsch) im Südosten, Grębocice (Gramschütz) im Süden, Ogorzelec (Görlitz) und Turów (Tauer) im Südwesten, Szczyglice (Sieglitz) im Westen sowie der zu Głogów gehörende Stadtteil Osiedle Piastów Śląskich im Nordwesten.
Durch den Ort verläuft die Droga wojewódzka 292 von Głogów nach Ścinawa (Steinau an der Oder).

## Geschichte
Przedmoście wurde erstmals im Jahr 1295 im Liber fundationis episcopatus Vratislaviensis als Prsedmoscze urkundlich erwähnt und existierte bereits im 9. Jahrhundert als Siedlung. Der Ortsname bedeutet nach dem deutschen Linguisten Heinrich Adamy Befestigung. Eine weitere mögliche Bedeutung ist Dorf vor der Brücke.
Die Kirche im Ort wurde im Jahr 1689 vom damaligen Besitzer der Erbscholtisei, Heinrich Hoffmann, errichtet und ging mit der Zeit in den Besitz der politischen Gemeinde über. Über dem Eingang der Kirche ist eine aus Sandstein gefertigte Tafel mit der Inschrift Anno 1689 ist dieses Werk mit der Erlaubnis meiner Gnädigen Herrschaft Gott und der Obrigkeit zu Ehren und mir einem immerwahrenden Gedächtnis von mir Heinrich Hoffmann, derzeit Erb- und Gerichtsschulz erbaut von meinen eigenen Unkosten.
Im Laufe der Zeit war Przedmoście in Besitz folgender Gutsherren: Balthasar von Burwitz (1664), Joh. Christ. Freiherr von Gillern (1730), Jos. Ant. Freiherr von Gillern (1757), Maria Franziska, verwitwete Freyin von Gillern, geb. Gräfin Osteschau (1765), Friedrich Adolf von Kalckreuth (1784), Karl von Bojanowo-Bojanowsky (1792) und zuletzt Graf von Hardenberg (1808).
Nach dem Ersten Schlesischen Krieg kam Przedmoście im Jahr 1742 an das Königreich Preußen und lag dort von 1816 bis 1945 im Landkreis Glogau im Regierungsbezirk Liegnitz. Während der Befreiungskriege waren in Przedmoście französische Soldaten einquartiert, unter welchen Nervenfieber ausbrach, an welchem viele der Soldaten starben. Für diese wurde nahe dem Ort ein eigener Friedhof errichtet, welcher allerdings bereits im Jahr 1923 nicht mehr zu erkennen war. Am 2. April 1813 brannte Przedmoście ab.
Der deutsche Name des Ortes ist Priedemost. Dieser Ortsname wurde 1937 im Zuge der Germanisierung zur Zeit des Nationalsozialismus in Vorbrücken geändert. Nach dem Ende des Zweiten Weltkrieges und der Festlegung der Oder-Neiße-Grenze kam der Ort am 2. August 1945 zu Polen; der Ortsname wurde in Przedmoście geändert, die deutschen Einwohner vertrieben und der Ort von polnischen Neusiedlern bezogen. Am 28. Juni 1946 wurde Przedmoście nach Białołęka eingemeindet. Zunächst gehörte der Ort zur Woiwodschaft Breslau und danach ab 1950 zur Woiwodschaft Zielona Góra. Mit der Einführung der Gromada als Verwaltungseinheit wurde Przedmoście am 5. Oktober 1954 wieder eigenständig und bildete eine Gromada mit dem Ortsteil Borek. Am 31. Dezember 1959 wurde Przedmoście in die Gromada Nosocice eingegliedert, diese wurde wiederum am 1. Juli 1965 in die Gromada Krzepów eingemeindet. Am 1. Januar 1972 wurde Krzepów mit seinen Ortsteilen nach Głogów eingegliedert. Am 1. Januar 1973 kam es in Polen zu einer umfassenden Gebietsreform, seitdem gehört Przedmoście zur Landgemeinde Głogów.

## Sport
In Przedmoście gibt es mit dem LZS Sparta Przedmoście einen Fußballverein. Dieser wurde 1959 gegründet.

## Bildung
- Szkoła Podstawowa im Jana Pawła II ulica Szkolna 3 (Grundschule)
- Gimnazjum Gminne w Przedmościu ul. Szkolna 3 (Gymnasium)

## Nachweise
1. ↑  GUS 2011: Ludność w miejscowościach statystycznych według ekonomicznych grup wieku (polnisch), 31. März 2011, abgerufen am 6. Juli 2017
2. ↑  Liber fundationis episcopatus Vratislaviensis Online. In: dokumentyslaska.pl. Abgerufen am 16. April 2017.
3. ↑  Heinrich Adamy: Die Schlesischen Ortsnamen - Ihre Entstehung und Bedeutung. Verlag von Priebotsch`s Buchhandlung, Breslau 1888.
4. 1 2 3  Chronik des Ortes. In: priedemost.de. Abgerufen am 16. April 2017.
5. ↑  Przedmoście in der Datenbank des Vereins für Computergenealogie. Abgerufen am 16. April 2017.